# Porto União
Porto União est une ville brésilienne du nord de l'État de Santa Catarina.

## Géographie
Porto União se situe par une latitude de 26° 14′ 16″ sud et par une longitude de 51° 04′ 40″ ouest, à une altitude de 795 mètres.
Sa population était de 33 497 habitants au recensement de 2010. La municipalité s'étend sur 851 km2.
Elle fait partie de la microrégion de Canoinhas, dans la mésorégion Nord de Santa Catarina.
La municipalité est traversée par le cours du rio Iguaçu qui marque également la frontière avec la municipalité d'União da Vitória dans l'État du Paraná. Porto União est située dans les hauts-plateaux du nord de Santa Catarina. Le relief de la municipalité est varié, partagé entre plaines, montagnes, vallées et grandes plaines d'inondations (varzeas) des bassins des rivières Iguaçu et Jangada, à la frontière avec le Paraná, et du rio Timbó.
La température moyenne est de 17 °C et les précipitations annuelles sont de 1 400 millimètres.

## Histoire
L'histoire de la ville commence en 1842, avec la découverte d'un gué sur le Rio Iguaçu qui permettait le passage des troupeaux venus des champs de Palmas. Ce point servait également de lieu d'embarquement et de débarquement pour ceux utilisant le rio Iguaçu comme moyen de transport, d'où le premier nom de la localité : Porto da União (« port de l'union » en portugais).
La petite localité croit progressivement et, en 1855, change de nom pour Porto União da Vitória. En 1881, la navigation à vapeur est introduite sur le rio Iguaçu, pour le transport de passagers et de marchandises. L'histoire de la ville est fortement liée à la rivière depuis ses origines.
Les premiers colons européens (principalement des allemands) arrivent dans la région en 1881. Plus tard, de nouveaux colons, polonais, ukrainiens, autrichiens et russes, les rejoignent. Au début du XXe siècle, des immigrants libanais arrivent également. Avec le développement démographique, la municipalité d'União da Vitória est créée en 1901.
Après le conflit du Contestado (1912-1916), le 5 septembre 1917, la municipalité est divisée entre União da Vitória au Paraná et Porto União à Santa Catarina. Le rio Iguaçu (à l'est) et la voie ferrée (au centre) marquent la frontière entre les deux villes, surnommées les « jumelles de l'Iguaçu ».

## Économie
Les principales activités économiques de la municipalité sont:
- l'industrie du bois: de nombreuses usines exploitent les ressources forestières présentes dans la région, notamment pour la production de portes et fenêtres en bois.
- l'agro-alimentaire : ces industries, en mettant en valeur les ressources agricoles locales, permettent de ralentir l'exode rural. Les principales productions locales sont les saucisses et la charcuterie.

## Tourisme
La ville compte diverses attractions touristiques, parmi lesquelles on peut citer :
- en architecture : 
  - la source lumineuse, sur la place Hercílio-Luz ;
  - le pont ferroviaire sur le rio Iguaçú, avec ses 1500 mètres de longueur ;
  - le bâtiment de la gare ferroviaire, considérée comme l'une des plus belles du Brésil.

- au niveau sculptures : 
  - le monument à ceux qui ne revinrent pas, dédiés aux victimes de la guerre du Contestado ;
  - la route des immigrants, le long de l'avenue Perimetral, présente diverses sculptures dédiés aux différents immigrants qui participèrent au développement de la ville.

- en ce qui concerne les évènements : 
  - la fête de Saint Pierre et Saint Paul se déroule en juillet, tous les ans depuis soixante-dix ans dans le quartier  São Pedro, dont la principale attraction et l'élaboration artisanale d'un feu de bois (fogueira de lenha en portugais) le plus grand possible ;
  - la Bergbauernfest (« fête des colons de la montagne ») qui se déroule au mois de novembre, dans la localité de Maratá, est une fête reprenant les traditions allemandes.

- pour les richesses naturelles: la municipalité possède de nombreux cours d'eau et cascades qui modèlent le paysage local, comme le Salto do Pintado avec ses 30 mètres de hauteur, ou le Salto do Rio dos Pardos de 72 mètres de hauteur. La ville est idéale pour la pratique de sport de pleine nature comme le rappel, le trekking ou kayak.

## Administration

### Liste des maires
Depuis son émancipation de la municipalité d'União da Vitória en 1907, Porto União a successivement été dirigée par :
- José César de Almeida - 1917 à 1918
- Euzébio Correia de Oliveira - 1918 à 1919
- Hermenegildo Alves Marcondes - 1919 à 1925
- Carlos Conti - 1925 à 1926
- Hermenegildo Alves Marcondes - 1926 à 1927
- Eurico Borges dos Reis - 1927 à 1930
- Braz Limongi - 1930
- Antiocho Pereira - 1930 à 1933
- Francisco Otaviano Pimpão - 1933
- Helmuth Muller - 1933 à 1943
- Mário Fernandes Guedes - 1943 à 1945
- Jaime Corrêa Pereira - 1945
- Ivo Guilhon Pereira de Mello - 1945
- Lauro Muller Soares - 1945 à 1947
- Alfredo Metzler - 1947
- Lauro Muller Soares - 1947 à 1951
- Alfredo Metzler - 1951 à 1956
- Lauro Muller Soares - 1956 à 1961
- Salustiano Costa Júnior - 1961 à 1965
- Víctor Buch Filho - 1965
- João Nito Gaspari - 1965 à 1966
- Víctor Buch Filho - 1966 à 1970
- Serafim Caus - 1970 à 1973
- Alexandre Passos Puzyna - 1973 à 1977
- Víctor Buch Filho - 1977 à 1983
- Alexandre Passos Puzyna - 1983 à 1986
- Ilário Sander - 1986 à 1988
- Ary Carneiro Júnior - 1989 à 1992
- Ilário Sander - 1993 à 1996
- Alexandre Passos Puzyna - 1997 à 1998
- Eliseu Mibach - 1998 à 2004
- Renato Stasiak - 2005 à aujourd'hui

### Divisions administratives
La municipalité est constituée de deux districts :
- Porto União (siège du pouvoir municipal)
- Santa Cruz do Timbó

## Villes voisines
Porto União est voisine des municipalités (municípios) suivantes :
- Irineópolis
- Timbó Grande
- Calmon
- Matos Costa
- General Carneiro dans l'État du Paraná
- Porto Vitória dans l'État du Paraná
- União da Vitória dans l'État du Paraná
- Paula Freitas dans l'État du Paraná